# Litografiska museet
Litografiska museet är ett arbetslivsmuseum ägnat åt litografin. Museet är beläget på Sundby gård i Huddinge kommun, Stockholms län. Det drivs av Litografklubbens Arkiv i nära samarbete med Huddinge kommun och är det enda i sitt slag i Sverige. 

## Verksamhet
Litografiska museet invigdes år 2005 på Sundby gårdsområdet. Museibyggnaden har en yta av 350 m² och är ritad av arkitekt Bertil Schröder. På platsen fanns tidigare en motionscentral som förfallit. I den permanenta utställningen visas den litografiska tekniken från början av 1800-talet med hjälp av tryckpressar och en stor samling litografiska stenar. De flesta stenar har använts för att trycka tändsticksetiketter och har motiven bevarade. Museets huvuduppgift som arbetslivsmuseum är att visa upp den litografiska tryckmetoden och den utveckling och påverkan som denna teknik förde med sig i samhället.
Museet har ett arbetsstipendium för konstnärer, och tar även emot gästande konstnärer som vill litografera och trycka. 2013 döptes arbetsstipendiet om till Cecilia Frisendahls litografistipendium med anledning av Cecilia Frisendahl 90-årsdag.
Museet äger även en stor samling affischer och trycksaker från 1800-talets första hälft och framåt. Samlingarna har registrerats digitalt från 2013. Sedan maj 2016 är de också sökbara i Kringla via i K-Samsök.
I museets utställningshall visas konstutställningar och andra utställningar med anknytning till litografi.

## Stoppcylinderpressen "Johanna"
Museets största och tyngsta föremål är stentryckspressen kallad "Johanna", en så kallad stoppcylinderpress från 1897 och byggd av Maschinenfabrik Johannisberg i tyska Geisenheim vid Rhen.  Tryckpressen mäter 4,6 x 2,4 meter och väger sju ton. Johanna köptes först till Linköpings Litografiska Tryckerier där hon tjänstgjorde till 1932. Så småningom transporterades hon till Huddinge där hon stod några år i Fullersta Bio Konsthall. 1996 skänktes hon till Litografklubbens arkiv där hon renoverades. Idag är "Johanna" en av två kända tryckpressar av den typen i världen.

## Offsetpressen "Chief 22"
En annan raritet är en av de första svenskbyggda offsetpressarna från 1946. Det är en "Solna Chief 22 S/n 17" som tillverkades av Printing Equipment i Solna på licens av American Type Founders Webendorfer i USA. Bakgrunden till denna licenstillverkning var att Albert Bonnier ville förvärva några tryckpressar strax efter andra världskriget. Bonniers förlag hade just övertagit Åhlén och Åkerlund och behovet av tryckpressar var stort. Bonnier fick inte köpa några pressar men han återkom med ett förslag till avtal för licenstillverkning av en liten offsetpress kallad "Chief 22". Tillverkningsstarten var besvärlig men pressen förbättrades sedan hela tiden och totalt producerades mer än 30 000 "Solna-Chiefar" som såldes över hela världen.

## Bilder

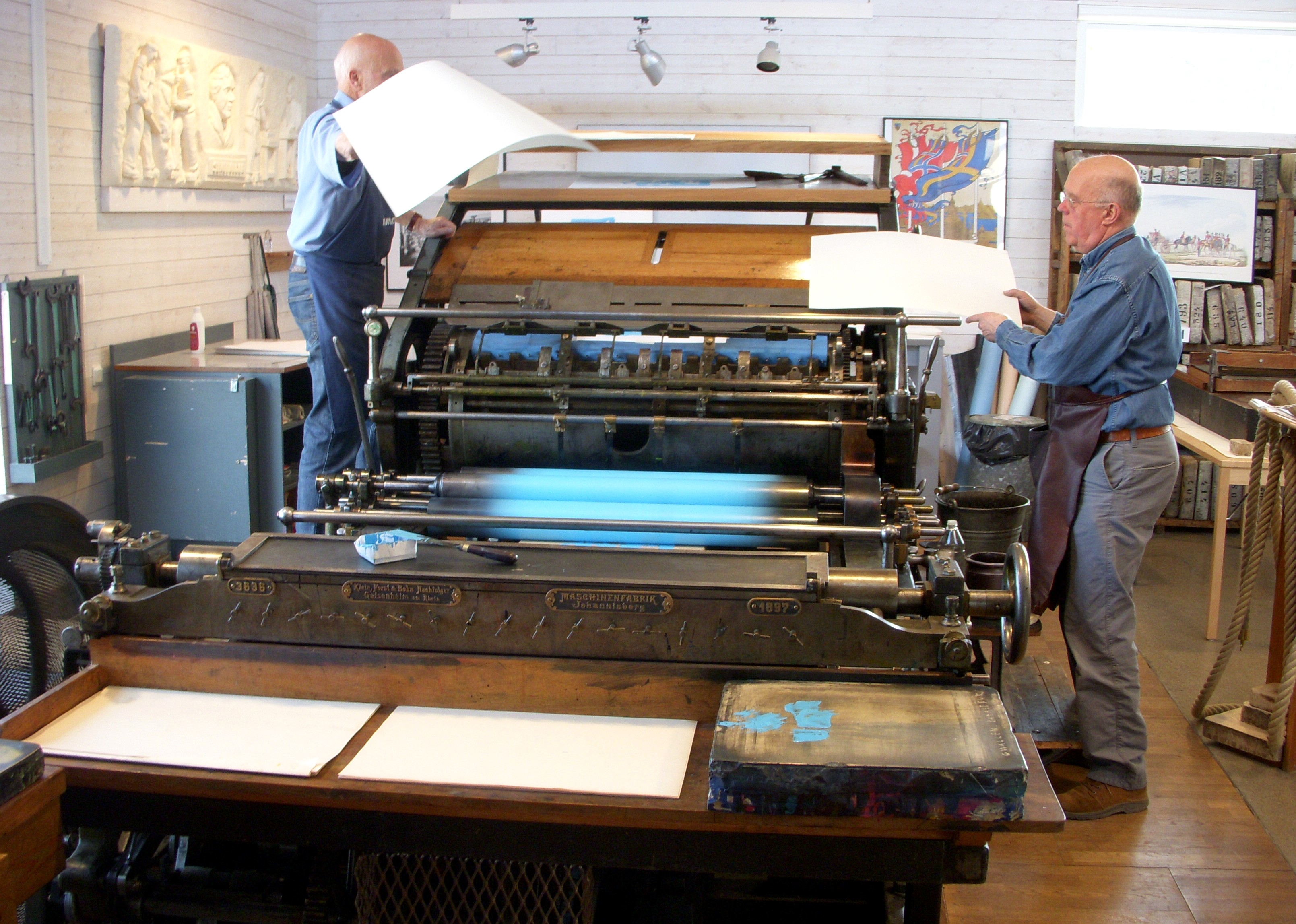
Stoppcylinderpressen "Johanna"
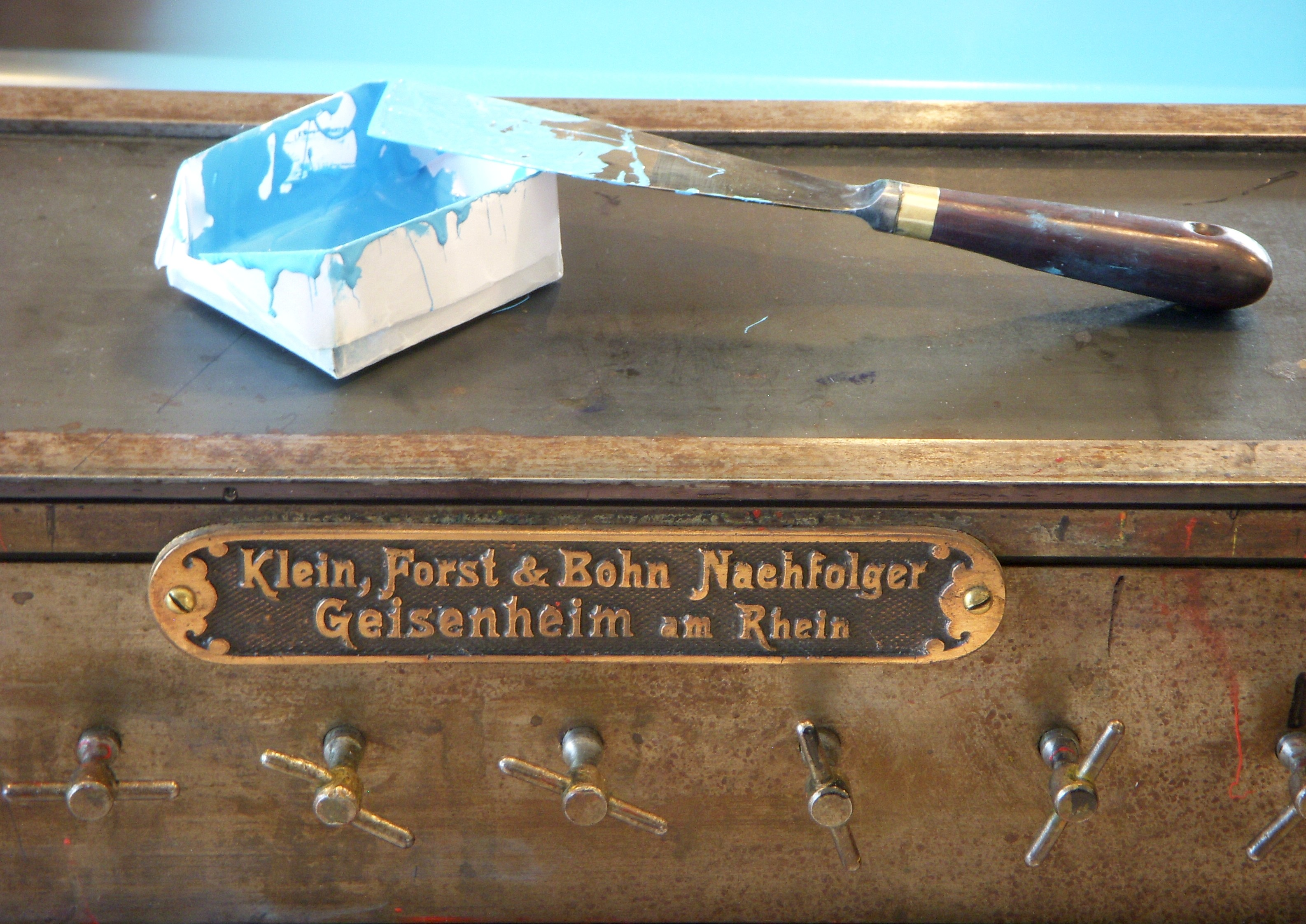
Typskylt på "Johanna"
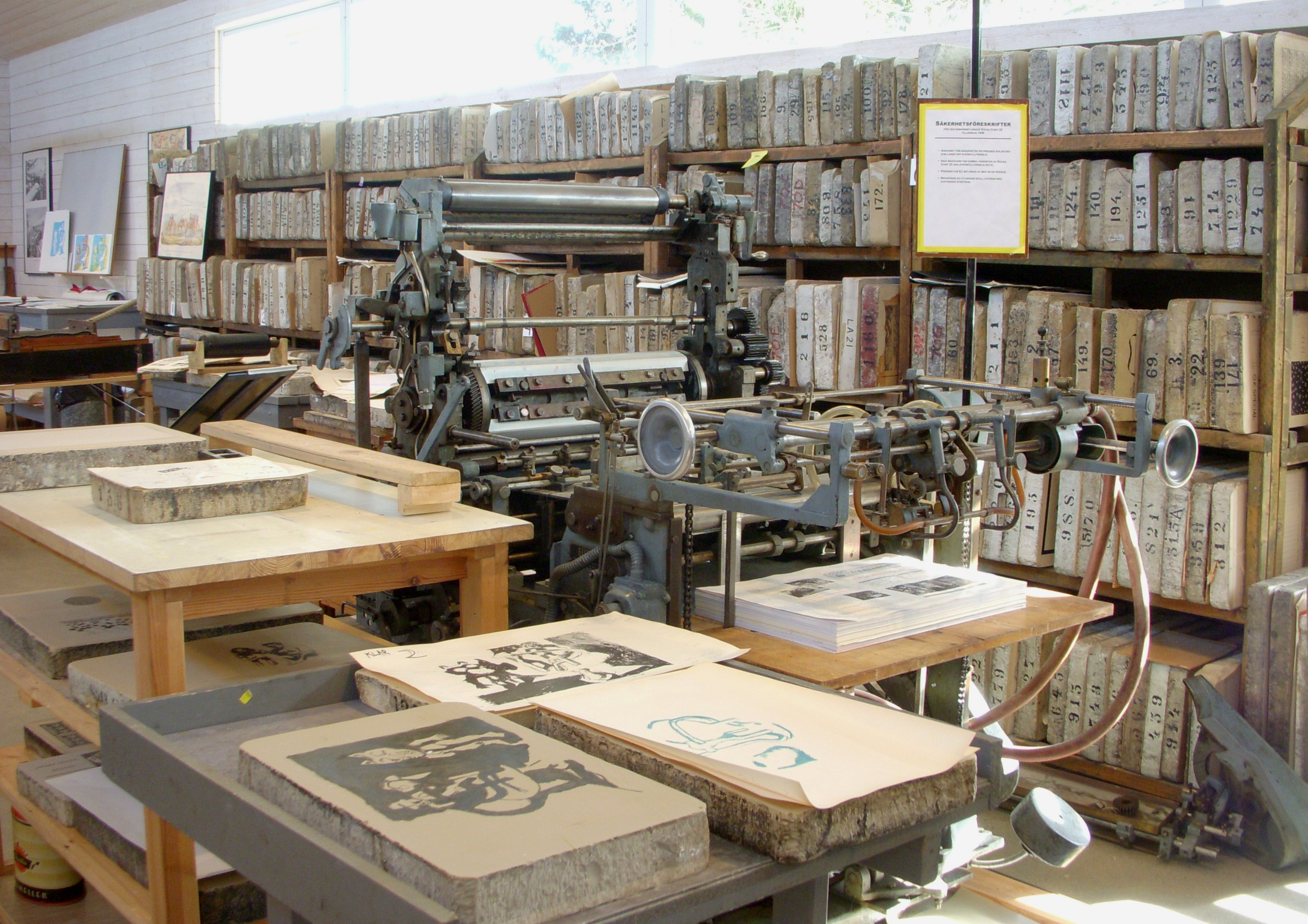
Offsetpressen "Solna Chief 22"
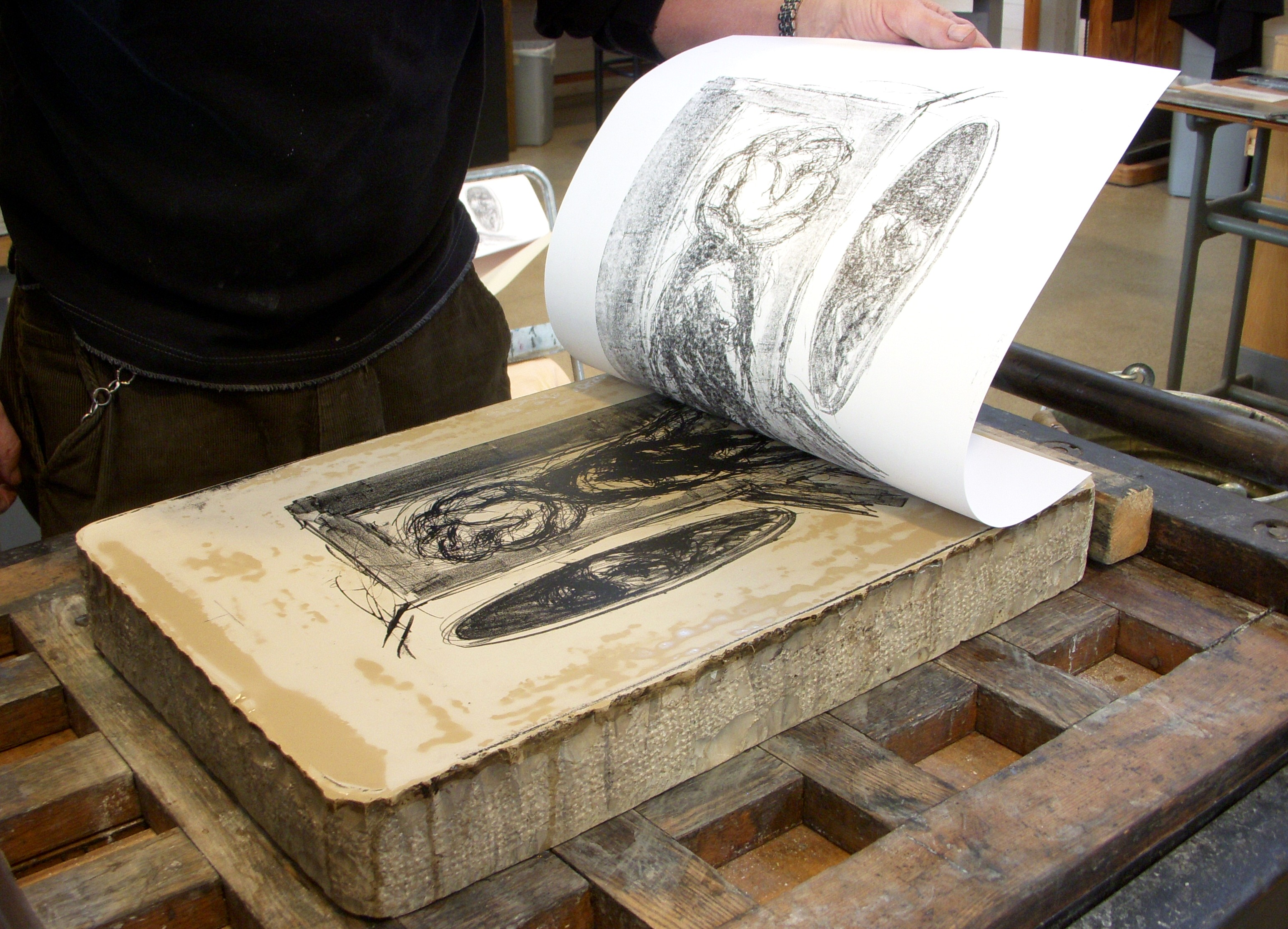
Ett tryckt blad dras av stenen
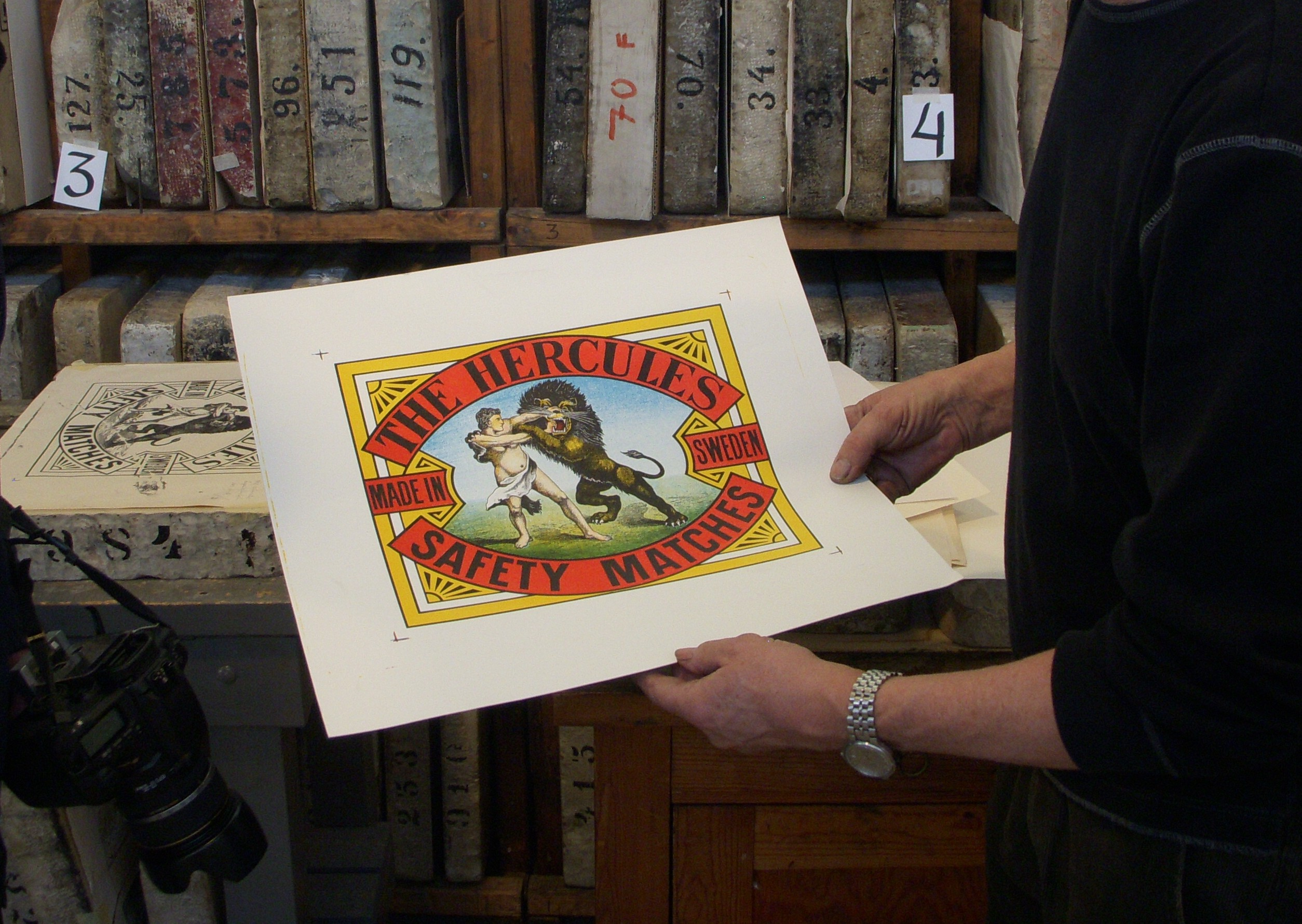
Ett tändsticksaskmotiv